# توموكو يوشيدا
توموكو يوشيدا (باليابانية: 吉田知子 ) (و. 1934  م) هي روائية، وكاتِبة يابانية، ولدت في هاماماتسو.

## جوائز
حصلت على جوائز منها:
- Izumi Kyōka Prize for Literature [الإنجليزية]‏ (1999)
- جائزة كواباتا  [لغات أخرى]‏ (1992)
- Women's Literature Prize  [لغات أخرى]‏ (1984)
- جائزة أكوتاغاوا (1970).[2]